# Leksand

Blason de Leksand

Leksand est une localité suédoise, située dans le comté de Dalécarlie (Dalécarlie).